# Desreta Jackson
Desreta Jackson (Tórtola, 19 de abril de 1975) es una actriz y productora nacida en las Islas Vírgenes, reconocida por interpretar a una joven Celie en la película de Steven Spielberg El color púrpura.

## Primeros años y educación
Jackson nació en Tórtola en la Islas Vírgenes Británicas y se mudó con su familia a los Estados Unidos en su niñez. Su familia se radicó en un barrio humilde de Los Ángeles, donde su madre recogía latas para llevar el sustento al hogar. Dos años más tarde encontraron una vivienda en el Sur de Los Ángeles. Jackson se empezó a interesar por la actuación, y su madre la inscribió en un curso con tal de alejarla de las calles.
Tras realizar varios papeles menores en cine y televisión, Jackson obtuvo un título en dirección cinematográfica en Los Angeles City College.

## Carrera
Su carrera inició al poco tiempo de graduarse. Su primer papel importante ocurrió en el largometraje El color púrpura, al ser descubierta por el productor Reuben Cannon. Se le dio el papel de la joven Celie Harris (interpretada por Whoopi Goldberg en su versión adulta), quien es forzada a casarse con un pudiente viudo (Danny Glover), quien abusa de ella. A partir de entonces registró otras apariciones en cine, acompañando nuevamente a Whoopi Goldgerg en la película Sister Act de 1992, entre otras.

## Filmografía

### Cine y televisión
| Año  | Título             | Papel       | Notas      |
| ---- | ------------------ | ----------- | ---------- |
| 1985 | El color púrpura   | Joven Celie | [ 6 ]      |
| 1987 | Mighty Pawns       | Lucy        | Telefilme  |
| 1989 | Mancuso, F.B.I.    |             | 1 episodio |
| 1992 | Sister Act         | Adolescente |            |
| 2008 | Creating Celebrity | Productora  |            |

### Teatro
- Andie (1995)[7]
- Alien Garden (1996)[8]